# 串田昇
串田 昇（くしだ のぼる、1923年4月21日 - ）は、日本の元プロボクサー。フライ級の強豪で当時「無冠の帝王」と呼ばれた。

## 来歴
旧満州奉天市に生まれる。1942年、ピストン堀口の師である岡本不二の設立した不二拳に入門。同年9月にプロデビューし、いきなり9連勝（1分を挟む）を飾る。小柄だが、ボディ攻撃を得意とする激しいインファイターとして一躍人気者に。「ダンちゃん」の愛称で知られた。
1946年12月14日に白井義男と対戦し、まだアルビン・R・カーン博士と出逢う前だった白井に5回TKO勝ちを収めた。1948年には堀口宏、花田陽一郎ら強豪と対戦、敗れたものの健闘を見せる。翌1949年6月25日、白井義男の持つ日本フライ級王座に挑戦したが、カーンの指導で生まれ変わった白井の前に判定で敗退。
その後1952年10月25日、白井の返上したフライ級王座をスピーデー章と争ったが判定負け。翌1953年7月6日のスピーデーへの挑戦も実らず、遂にタイトル獲得はならなかった。
1953年8月6日の試合を最後に引退。引退後は芸能プロダクション経営を経て、静岡県清水市（現：静岡市）でボクシングジムを経営。